# Gant-Wevelgem 2011

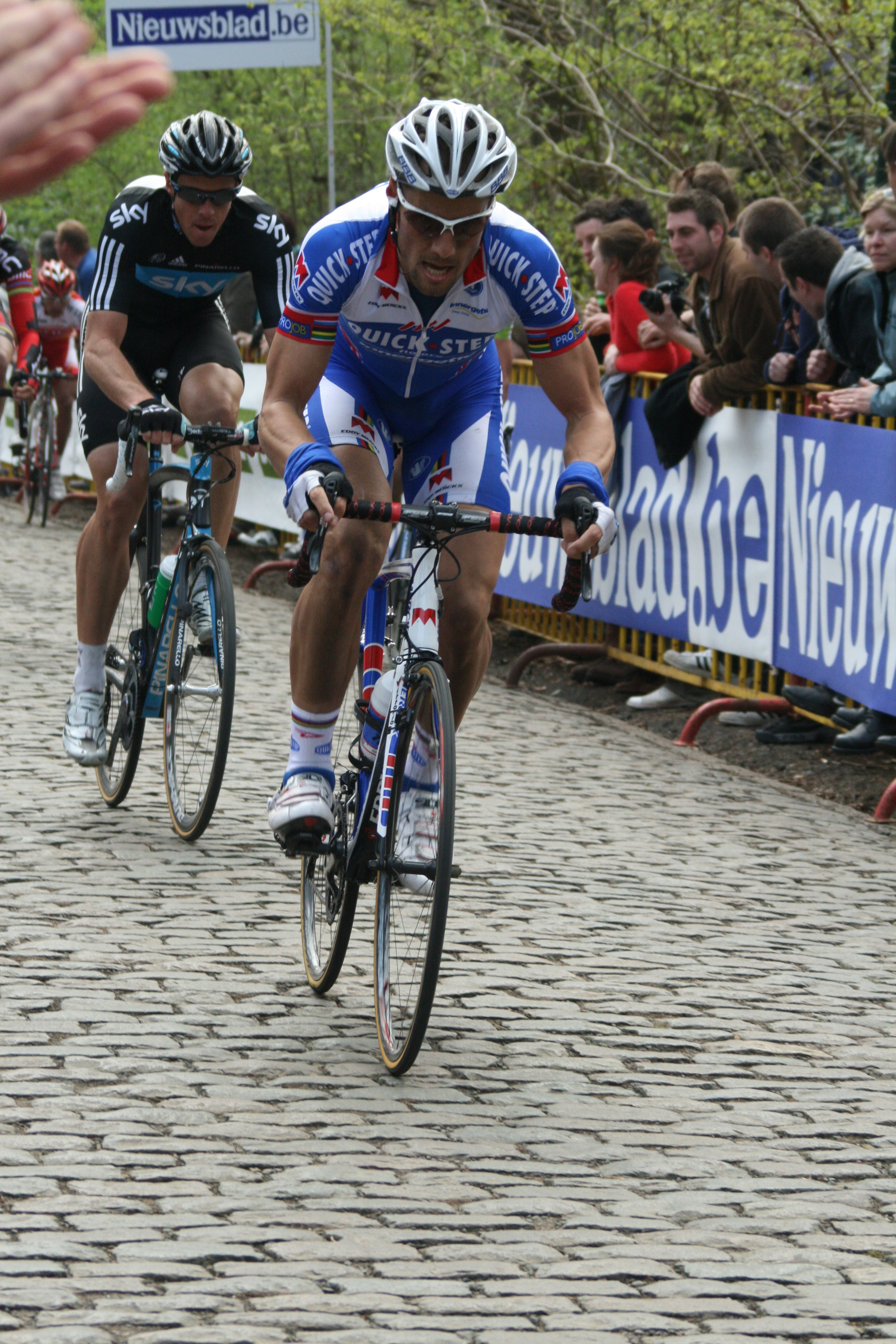
Tom Bonen durant el primer pas pel mont Kemmel de la Gant-Wevelgem 2011

La Gant-Wevelgem 2011 fou la 73a edició de la clàssica belga Gant-Wevelgem i es disputà el 27 de març de 2011 sobre un traçat de 204,5 km entre Deinze i Wevelgem. Aquesta era la sisena prova de l'UCI World Tour 2011. La victòria fou pel belga Tom Boonen (QuickStep Cycling Team), que s'imposà a l'esprint a l'italià Daniele Bennati (Team Leopard-Trek) i l'estatunidenc Tyler Farrar (Garmin-Cervélo).

## Presentació

### Equips
| Núm     | Codi | Equip                  |
| ------- | ---- | ---------------------- |
| 1-8     | THR  | Team HTC-High Road     |
| 11-18   | GRM  | Garmin-Cervélo         |
| 21-28   | VCD  | Vacansoleil-DCM        |
| 31-38   | QST  | QuickStep Cycling Team |
| 41-48   | OLO  | Omega Pharma-Lotto     |
| 51-58   | BMC  | BMC Racing Team        |
| 61-68   | LEO  | Team Leopard-Trek      |
| 71-78   | RAB  | Rabobank ProTeam       |
| 81-88   | SBS  | Saxo Bank-Sungard      |
| 91-98   | SKY  | Team Sky               |
| 101-108 | RSH  | Team RadioShack        |
| 111-118 | AST  | Astana Qazaqstan Team  |
| 121-128 | LIQ  | Liquigas-Cannondale    |

| Núm     | Codi | Equip                        |
| ------- | ---- | ---------------------------- |
| 131-138 | KAT  | Team Katusha                 |
| 141-148 | ALM  | AG2R La Mondiale             |
| 151-158 | LAM  | Lampre-ISD                   |
| 161-168 | MOV  | Movistar Team                |
| 171-178 | EUS  | Euskaltel–Euskadi            |
| 181-188 | LAN  | Landbouwkrediet              |
| 191-198 | TPV  | Topsport Vlaanderen-Mercator |
| 201-208 | VRW  | Veranda's Willems-Accent     |
| 211-218 | COF  | Cofidis                      |
| 221-228 | FDJ  | FDJ                          |
| 231-238 | SKS  | Skil-Shimano                 |
| 241-248 | EUC  | Europcar                     |

### Favorits
Un dels gran favorits és l'australià Matthew Goss (Team HTC-High Road), recent vencedor de la Milà-Sanremo. Hi ha la presència d'un gran nombre d'esprintadots, com ara l'estatunidenc Tyler Farrar (Garmin-Cervélo), el campió del món Thor Hushovd (Garmin-Cervélo), l'alemany André Greipel (Omega Pharma-Lotto), el belga Tom Boonen (QuickStep Cycling Team), el britànic Mark Cavendish (Team HTC-High Road), l'italià Daniele Bennati (Team Leopard-Trek) i el francès Romain Feillu (Vacansoleil-DCM).
També destaquen el belga Philippe Gilbert (Omega Pharma-Lotto), l'italià Filipo Pozzato (Team Katusha), el francès Yoann Offredo (FDJ) o el català Joan Antoni Flecha (Team Sky).

## Recorregut
Les 8 principals ascensions que hauran de superar els ciclestes per dues vegades són:
| Núm. | Nom               | Quilòmetres | Llargada (m) | Pendent mitjana |
| ---- | ----------------- | ----------- | ------------ | --------------- |
| 1    | Mont des Cats     | 114 i 154   | 1.500        | 9%              |
| 2    | Berthen           | 116 i 156   |              |                 |
| 3    | Schomminkelstraat | 122 i 162   |              |                 |
| 4    | Baneberg          | 123 i 163   | 300          | 10%             |
| 5    | Rodeberg          | 124 i 164   | 2.000        | 4,4%            |
| 6    | Scherpenberg      | 126 i 166   | 800          | 9,1%            |
| 7    | Mont Kemmel       | 132 i 172   | 2.500        | 4,4%            |
| 8    | Monteberg         | 136 i 176   | 1.000        | 7,3%            |

## Classificació final
|    | Ciclista         | Equip                  | Temps      | Punts UCI |
| -- | ---------------- | ---------------------- | ---------- | --------- |
| 1  | Tom Boonen       | QuickStep Cycling Team | 4h 35' 00" | 80        |
| 2  | Daniele Bennati  | Team Leopard-Trek      | m.t        | 60        |
| 3  | Tyler Farrar     | Garmin-Cervélo         | m.t        | 50        |
| 4  | André Greipel    | Omega Pharma-Lotto     | m.t        | 40        |
| 5  | Lloyd Mondory    | AG2R La Mondiale       | m.t        | 30        |
| 6  | Mitchell Docker  | Skil-Shimano           | m.t        | -         |
| 7  | Bernhard Eisel   | Team HTC-High Road     | m.t        | 14        |
| 8  | Kristof Goddaert | AG2R La Mondiale       | m.t        | 10        |
| 9  | Lars Boom        | Rabobank ProTeam       | m.t        | 6         |
| 10 | Baden Cooke      | Saxo Bank-Sungard      | m.t        | 2         |